# Enrico Acerbi
Pour les articles homonymes, voir Acerbi.
Enrico Acerbi — également appelé Heinrich Acerbi — (né le 25 octobre 1785 à Castano Primo, dans la province de Milan, en Lombardie et mort le 5 décembre 1827  à Tremezzina, dans la province de Côme, en Lombardie) est un médecin italien du XIXe siècle.

## Biographie
Enrico Acerbi naît le 25 octobre 1785 à Castano Primo.
Après avoir terminé ses études de médecine, il fait des voyages pour parfaire ses connaissances médicales-anatomiques et cliniques. Plus tard, il est Professeur à la clinique de l'université de Milan.
Il se fait un nom en tant que médecin ; Constantin von Wurzbach jugeait : « Sa conférence particulière, pleine d'esprit, pimentée d'idées vives, et l'art de son diagnostic surprenant remplissaient les salles de l'hôpital [...] d'étudiants ».
Enrico Acerbi meurt à Tremezzina le 5 décembre 1827 à l'âge de 42 ans.

## Publications
- Dottrina teorico-pratica del morbo petecchiale e de' contagj in genere (Milan 1822)[2].
- Annotazioni di medicina pratica

## Crédit d'auteurs
- (de) Cet article est partiellement ou en totalité issu de l’article de Wikipédia en allemand intitulé « Enrico Acerbi » (voir la liste des auteurs).